# Atenuació a l'espai lliure

Gràfic de pèrdua de camí d'espai lliure, un diagrama 3D (gràfic) de FSPL

En telecomunicacions, l'atenuació a l'espai lliure (FSPL) (també coneguda com a pèrdua d'espai lliure, FSL) és l'atenuació de l'energia de ràdio entre els punts d'alimentació de dues antenes que resulta de la combinació de l'àrea de captura de l'antena receptora més la trajectòria de línia de visió (LoS) lliure d'obstacles a través de l'espai lliure (generalment aire). Les "Definicions estàndard de termes per a antenes", IEEE Std 145-1993, defineixen la pèrdua d'espai lliure com "La pèrdua entre dos radiadors isòtrops a l'espai lliure, expressada com a relació de potència". No inclou cap pèrdua de potència a les mateixes antenes per imperfeccions com la resistència. La pèrdua d'espai lliure augmenta amb el quadrat de la distància entre les antenes perquè les ones de ràdio s'estenen per la llei del quadrat invers i disminueixen amb el quadrat de la longitud d'ona de les ones de ràdio. L'FSPL rarament s'utilitza autònom, sinó com a part de la fórmula de transmissió de Friis, que inclou el guany de les antenes. És un factor que s'ha d'incloure en el pressupost d'enllaç de potència d'un sistema de radiocomunicació, per garantir que la potència de ràdio suficient arribi al receptor de manera que el senyal transmès es rebi intel·ligiblement.

## Fórmula de pèrdua de camí a l'espai lliure
La fórmula de pèrdua de trajectòria en espai lliure (FSPL) deriva de la fórmula de transmissió de Friis. Això estableix que en un sistema de ràdio que consisteix en una antena de transmissió que transmet ones de ràdio a una antena receptora, la relació entre la potència de les ones de ràdio rebuda {\displaystyle P_{r}} a la potència transmesa {\displaystyle P_{t}} és:
{\displaystyle {\frac {P_{r}}{P_{t}}}=D_{t}D_{r}\left({\frac {\lambda }{4\pi d}}\right)^{2}}
on
- {\displaystyle \ D_{t}} és la directivitat de l'antena emissora
- {\displaystyle \ D_{r}} és la directivitat de l'antena receptora
- {\displaystyle \ \lambda } és la longitud d'ona del senyal
- {\displaystyle \ d} és la distància entre les antenes

La distància entre les antenes {\displaystyle d} ha de ser prou gran perquè les antenes estiguin al camp llunyà entre si {\displaystyle \ d\gg \lambda }. La pèrdua del camí a l'espai lliure és el factor de pèrdua en aquesta equació que es deu a la distància i la longitud d'ona, o en altres paraules, la relació entre la potència transmesa i la potència rebuda suposant que les antenes són isòtropes i no tenen directivitat ( {\displaystyle D_{t}=D_{r}=1} ): {\displaystyle {\begin{aligned}{\mbox{FSPL}}=\left({\frac {4\pi d}{\lambda }}\right)^{2}\end{aligned}}}Des de la freqüència d'una ona de ràdio
{\displaystyle f} és igual a la velocitat de la llum {\displaystyle c} dividida per la longitud d'ona, la pèrdua de camí també es pot escriure en termes de freqüència: {\displaystyle {\begin{aligned}{\mbox{FSPL}}=\left({4\pi df \over c}\right)^{2}\end{aligned}}}A més de la suposició que les antenes no tenen pèrdues, aquesta fórmula suposa que la polarització de les antenes és la mateixa, que no hi ha efectes de múltiples camins i que la trajectòria de les ones de ràdio està prou allunyada de les obstruccions que actua com si estigués a l'espai lliure. Aquesta última restricció requereix que una àrea el·lipsoïdal al voltant de la línia de visió fins a 0,6 de la zona de Fresnel estigui lliure d'obstruccions. La zona de Fresnel augmenta de diàmetre amb la longitud d'ona de les ones de ràdio. Sovint, el concepte de pèrdua de ruta d'espai lliure s'aplica als sistemes de ràdio que no compleixen completament aquests requisits, però aquestes imperfeccions es poden explicar per petits factors de pèrdua de potència constant que es poden incloure en el pressupost d'enllaç.

## Influència de la distància i la freqüència

A l'espai lliure, la intensitat de la radiació electromagnètica disminueix amb la distància per la llei del quadrat invers, perquè la mateixa quantitat de potència s'estén sobre una àrea proporcional al quadrat de la distància de la font.

La pèrdua d'espai lliure augmenta amb la distància entre les antenes i disminueix amb la longitud d'ona de les ones de ràdio a causa d'aquests factors:
- Intensitat ({\displaystyle I}) – la densitat de potència de les ones de ràdio disminueix amb el quadrat de la distància de l'antena de transmissió a causa de la propagació de l'energia electromagnètica a l'espai segons la llei del quadrat invers[7]
- Àrea de captura de l'antena ({\displaystyle A_{\text{eff}}}): la quantitat de potència que capta l'antena receptora del camp de radiació és proporcional a un factor anomenat obertura de l'antena o àrea de captura de l'antena, que augmenta amb el quadrat de la longitud d'ona.[7] Com que aquest factor no està relacionat amb la trajectòria de les ones de ràdio, sinó que prové de l'antena receptora, el terme "pèrdua de camí a l'espai lliure" és una mica enganyós.
- Directivitat de l'antena receptora: tot i que les fórmules anteriors són correctes, la presència de les Directivitats Dt i Dr crea una intuïció equivocada a la fórmula de transmissió FSPL Friis. La fórmula sembla dir que la "pèrdua del camí de l'espai lliure" augmenta amb la freqüència al buit, la qual cosa és enganyosa. La dependència de freqüència de la pèrdua del camí no prové de la propagació de l'espai lliure, sinó de la dependència de la freqüència de l'àrea de captura de l'antena de recepció. A mesura que augmenta la freqüència, augmentarà la directivitat d'una antena d'una mida física determinada. Per tal de mantenir constant la directivitat de l'antena del receptor a la fórmula, la mida de l'antena s'ha de reduir, i una antena de mida més petita fa que es rebi menys potència, ja que és capaç de capturar menys potència amb una àrea més petita. En altres paraules, la pèrdua del camí augmenta amb la freqüència perquè la mida de l'antena es redueix per mantenir la directivitat constant a la fórmula i no té res a veure amb la propagació al buit.
- Directivitat de l'antena de transmissió: la directivitat de l'antena de transmissió no té el mateix paper que la directivitat de l'antena de recepció. La diferència és que l'antena receptora rep l'energia de l'espai lliure i, per tant, capta menys potència a mesura que es fa més petita. L'antena transmissora no transmet menys potència a mesura que es fa més petita (per exemple, dipol de mitja ona), perquè està rebent la seva potència de RF d'un generador o font, i si la font és d'1 watt o Pt, l'antena la transmetrà tota (suposant una eficiència ideal i VSWR per simplificar).

- Factor de pèrdua del sistema (L): Les pèrdues diverses o les pèrdues del sistema (L=>1) solen ser degudes a l'atenuació de la línia de transmissió, pèrdues de filtre i pèrdues d'antena en el sistema de comunicació. Un valor de L = 1 indica que no hi ha pèrdua en el maquinari del sistema.[8]

## Pèrdua de trajectòria a l'espai lliure en decibels
Una manera convenient d'expressar FSPL és en termes de decibels (dB):
{\displaystyle {\begin{aligned}\operatorname {FSPL} ({\text{dB}})&=10\log _{10}\left(\left({\frac {4\pi df}{c}}\right)^{2}\right)\\&=20\log _{10}\left({\frac {4\pi df}{c}}\right)\\&=20\log _{10}(d)+20\log _{10}(f)+20\log _{10}\left({\frac {4\pi }{c}}\right)\\&=20\log _{10}(d)+20\log _{10}(f)-147.55,\end{aligned}}}
utilitzant unitats SI de metres per {\displaystyle d}, hertz (s−1) per {\displaystyle f}, i metres per segon (m⋅s−1) per {\displaystyle c}, (on c=299 792 458 m/s en el buit, ≈ 300 000 km/s)
Per a aplicacions de ràdio típiques, és comú trobar {\displaystyle d} mesura en quilòmetres i {\displaystyle f} en gigahertz, en aquest cas l'equació FSPL es converteix en
{\displaystyle {FSPL}({\text{dB}})=20\log _{10}(d_{km})+20\log _{10}(f_{GHz})+92.45,}
un augment de 240 dB, perquè les unitats augmenten per factors de 103  i 109  respectivament, per tant:
{\displaystyle 20\log _{10}(10^{3})+20\log _{10}(10^{9})=240.}
(Les constants difereixen en el segon dígit decimal quan la velocitat de la llum s'aproxima a 300.000 km/s. Tant si s'utilitza 92,4, 92,44 o 92,45 dB, el resultat serà correcte, ja que els instruments de mesura mitjans no poden proporcionar resultats més precisos de totes maneres. S'introdueix una escala logarítmica), per tal de veure les diferències de magnituds més importants en la pràctica. arrodonit).